# Ira Sullivan
Ira Sullivan (1. května 1931, Washington, D.C. – 21. září 2020) byl americký jazzový trumpetista a multiinstrumentalista. Pocházel z hudební rodiny; jeho otec hrál na trubku a matka na saxofon. V roce 1976 vydal u společnosti Horizon Records vlastní eponymní album. Během své kariéry spolupracoval s mnoha hudebníky, mezi které patří například Billy Taylor, Art Blakey, Eddie Harris, Rahsaan Roland Kirk nebo J. R. Monterose. Několik let se rovněž věnoval pedagogické činnosti v rámci letní školy mladých na University of Miami.